# アルプスシステムインテグレーション
アルプス システム インテグレーション株式会社（英: ALPS SYSTEM INTEGRATION CO.,LTD.）は、日本のシステムインテグレーター。アルプスアルパイングループ。略称はALSI（アルシー）。

## 概要
製造流通ソリューション、セキュリティソリューション、ファームウェアソリューションの分野で事業展開している。

## 沿革
- 1990年（平成2年）4月2日 - 設立
- 2020年（令和2年）4月1日 - アルパイン情報システム株式会社を吸収合併

## 製品群
以下の製品をリリースしている。

### InterSafeシリーズ
インターネットフィルタリングソフトウェア。企業・官公庁向けや一般家庭向けがある。企業・官公庁向けフィルタリングソフトウェアの市場では高い支持を誇る。ブラックリスト方式で有害サイトアドレスを指定し、カテゴリ分類する。ユーザー設定のカテゴリも指定できる。
また、フィルタリング以外にUSBを対象とした製品ラインナップも増やしている。
- InterSafe Standard Edition - 企業・官公庁向け製品。最新ヴァージョンは6.5。6年連続マーケットシェア№1．。OEM製品としても提供。
- InterSafe Personal - 一般家庭向け製品。
- InterSafe CATS - 企業・官公庁向け製品。業界初のサーバー不要、クラウド型Webフィルタリングサービス。
- InterSafe Secure Device - 汎用USBメモリをセキュリティUSBへ変換するソフトウェア製品。Professional版といった上流モデルもある。

#### 導入事例
ネット関連企業では、PHS事業者のウィルコムやソフトバンクテレコム系大手プロバイダODNなどが、ALSIの製品を採用しフィルタリングサービスを提供している。
官公庁・一般企業については割愛。

### DocumentSecurity
IRM市場No.1製品。情報漏えい対策製品。外国語OSにも対応している。